# Landtagswahl in Oberösterreich 1985
- SPÖ: 23
- ÖVP: 30
- FPÖ: 3

Die Landtagswahl in Oberösterreich 1985 fand am 6. Oktober 1985 statt. Die ÖVP erreichte bei leichten Gewinnen wieder die absolute Mehrheit, während die Sozialdemokratische Partei Österreichs Verluste verbuchen musste. Der Landtag wählte wieder Josef Ratzenböck (ÖVP) zum Landeshauptmann, der die Landesregierung Ratzenböck III anführte. Zum ersten Mal traten verschiedene grüne Listen an, die aber alle keine Mandate gewinnen konnten, auch wenn sie gemeinsam ca. 4 Prozent der Stimmen erhielten. Die Freiheitliche Partei Österreichs erreichte mit 5 Prozent das bisher schlechteste Ergebnis in Oberösterreich.
|                                              | Ergebnisse 1985 | Ergebnisse 1985 | Ergebnisse 1985 | Ergebnisse 1979  | Ergebnisse 1979  | Ergebnisse 1979  | Differenzen | Differenzen | Differenzen |
| -------------------------------------------- | --------------- | --------------- | --------------- | ---------------- | ---------------- | ---------------- | ----------- | ----------- | ----------- |
| Wahlberechtigte                              | 897.426         | 897.426         | 897.426         | 836.072          | 836.072          | 836.072          | + 61.354    | + 61.354    | + 61.354    |
| Wahlbeteiligung                              | 86,39 %         | 86,39 %         | 86,39 %         | 88,99 %          | 88,99 %          | 88,99 %          | − 2,60 %    | − 2,60 %    | − 2,60 %    |
|                                              | Stimmen         | %               | Mand.           | Stimmen          | %                | Mand.            | Stimmen     | %           | Mand.       |
| Abgegebene Stimmen                           | 775.330         |                 |                 | 744.033          |                  |                  | + 31.297    |             |             |
| Ungültig                                     | 21.690          | 2,80 %          |                 | 10.239           | 1,38 %           |                  | + 11.451    | + 1,42 %    |             |
| Gültig                                       | 753.640         | 97,20 %         |                 | 733.794          | 98,62 %          |                  | + 19.846    | − 1,42 %    |             |
| Partei                                       |                 |                 |                 |                  |                  |                  |             |             |             |
| Österreichische Volkspartei (ÖVP)            | 392.839         | 52,13 %         | 30              | 378.745          | 51,61 %          | 29               | + 14.094    | + 0,52 %    | + 1         |
| Sozialistische Partei Österreichs (SPÖ)      | 286.022         | 37,95 %         | 23              | 303.945          | 41,42 %          | 23               | − 17.923    | − 3,47 %    | ± 0         |
| Freiheitliche Partei Österreichs (FPÖ)       | 37.933          | 5,03 %          | 3               | 46.801           | 6,38 %           | 4                | − 8.868     | − 1,35 %    | − 1         |
| Vereinte Grüne Österreichs (VGÖ)             | 16.469          | 2,19 %          | –               | nicht kandidiert | nicht kandidiert | nicht kandidiert | + 16.469    | + 2,19 %    | ± 0         |
| Grüne Alternative – Grüne im Parlament (GAL) | 12.681          | 1,68 %          | –               | nicht kandidiert | nicht kandidiert | nicht kandidiert | + 12.681    | + 1,68 %    | ± 0         |
| Kommunistische Partei Österreichs (KPÖ)      | 4.919           | 0,65 %          | –               | 4.303            | 0,59 %           | –                | + 1.998     | + 0,06 %    | ± 0         |
| Die Grünen Österreichs (DGÖ)                 | 2.816           | 0,37 %          | –               | nicht kandidiert | nicht kandidiert | nicht kandidiert | + 2.816     | + 0,37 %    | ± 0         |
| Gesamt                                       | 753.640         | 100,00 %        | 56              | 733.794          | 100,00 %         | 56               | + 19.846    | − 1,42 %    | ± 0         |